# 中信科技大学
中信科技大学（CTBC University of Technology）は、台湾台南市新市区に位置する私立大学である。

## 歴史
- 1969年:遠東工業専科学校として開校
- 1992年:商科関連学部を増設し、遠東工商専科学校と改称
- 1999年:遠東技術学院に昇格
- 2006年:遠東科技大学と改称
- 2024年:中信科技大学と改称

## 組織
- 工学院
  - 機械工学科
  - コンピューター応用学科
  - 自動化制禦学科
  - 化学工学科
  - 電子材料学科

- 電機情報学院
  - 電気機械工学科
  - 電子工学科
  - 情報工学科
  - 光電工学科

- 商業管理学院
  - 企業管理学科
  - 情報管理学科
  - 工商業管理学科
  - レストラン管理学科
  - 応用外国語学科
  - 工業工学管理学科
  - 休閒運動管理学科
  - 化妝品応用管理学科
  - 數位媒體設計與管理学科
  - マルチメディアとゲーム発展管理学科 ( 多媒體與遊戲發展管理系 / 多遊系 )